# Cladocarpus campanulatum
Cladocarpus campanulatum är en nässeldjursart som först beskrevs av James Cunningham Ritchie 1912.  Cladocarpus campanulatum ingår i släktet Cladocarpus och familjen Aglaopheniidae. Inga underarter finns listade i Catalogue of Life.